# Baba Saad
Baba Saad, pseudonimo di Saad El-Haddad (Beirut, 26 novembre 1985), è un rapper tedesco, di origine libanese.

## Biografia
Saad nacque a Beirut e nel 1994 fu costretto a venire in Germania, insieme alla famiglia, per via della guerra nella sua terra natale. Dopo aver terminato la scuola a Brema, fu scoperto dal rapper Bushido che, dopo aver ascoltato una canzone di Saad, lo invitò nel 2004 a partecipare da featuring in alcuni brani del suo album Electro Ghetto. Questo fece acquisire al giovane ragazzo libanese una buona reputazione nel rap tedesco che Bushido sfruttò per fare salire il nuovo New Comer, producendo un album in collaborazione (Carlo, Cokxxx, Nutten II) nell'aprile del 2005 insieme a Saad. CCN2 ebbe un grande successo: raggiunse il 3º posto nelle classifiche tedesche degli album. Il singolo dell'album "Nie ein Rapper" raggiunse il 24º posto nella classifica dei singoli tedeschi.
Nell'estate del 2005 firmò un contratto che lo legò all´etichetta fondata da Bushido, ersguterjunge. Il 16 giugno del 2006 pubblicò il suo primo album solista Das Leben ist Saad e il singolo "Womit hab ich das verdient". L'album salì al 15º posto nella classifica tedesca degli album e il Singolo al 68º posto. Il 22 marzo 2008 Saad pubblicò il suo secondo album solista Saadcore. Il singolo Regen, viene featured da Bushido.
Nel marzo del 2011, mentre partecipava ad un concerto del rapper Haftbefehl, affermò al pubblico di non essere più sotto contratto con la "ersguterjunge".
Il 9 settembre 2011 pubblicò il suo nuovo album da solista Halunke attraverso la sua Label indipendente Halunkenbande.

## Discografia

### Album studio
| Anno | Titolo             | Classifica album | Classifica album | Classifica album | Nota |
| Anno | Titolo             | GER              | AT               | CH               | Nota |
| ---- | ------------------ | ---------------- | ---------------- | ---------------- | ---- |
| 2006 | Das Leben ist Saad | 15               | 39               | -                |      |
| 2008 | Saadcore           | 9                | 63               | 49               |      |
| 2011 | Halunke            | 16               | 54               | 50               |      |
| 2013 | S Doppel A D       | 63               | 62               | -                |      |

### EP
| Anno | Titolo    | Classifica album | Classifica album | Classifica album | Nota |
| Anno | Titolo    | GER              | AT               | CH               | Nota |
| ---- | --------- | ---------------- | ---------------- | ---------------- | ---- |
| 2012 | Xmas-Saka | -                | -                | -                |      |

### Album in collaborazione
| Anno | Titolo                                 | Classifica album | Classifica album | Classifica album | Nota |
| Anno | Titolo                                 | GER              | AT               | CH               | Nota |
| ---- | -------------------------------------- | ---------------- | ---------------- | ---------------- | ---- |
| 2005 | Carlo, Cokxxx, Nutten II (con Bushido) | 3                | 22               | -                |      |

### Sampler
| Anno | Titolo                                               | Posizione massima | Posizione massima | Posizione massima | Nota |
| Anno | Titolo                                               | GER               | AT                | CH                | Nota |
| ---- | ---------------------------------------------------- | ----------------- | ----------------- | ----------------- | --- |
| 2006 | Ersguterjunge Sampler 1 - Nemesis                    | 4                 | 26                | 64                | |
| 2006 | Ersguterjunge Sampler 2 - Vendetta                   | 7                 | 20                | 84                | Dal 2010 non può più essere distribuito e venduto per violazioni dei diritti d'autore. vendite: +100.000 |
| 2007 | Ersguterjunge Sampler 3 - Alles Gute kommt von unten | 8                 | 15                | 16                | |

### Singoli
| Anno | Titolo                                                  | Classifica singoli | Classifica singoli | Classifica singoli | nota |
| Anno | Titolo                                                  | GER                | AT                 | CH                 | nota |
| ---- | ------------------------------------------------------- | ------------------ | ------------------ | ------------------ | ---- |
| 2005 | Nie ein Rapper (con Bushido)                            | 24                 | -                  | -                  |      |
| 2005 | Nemesis (con Bushido, Eko Fresh, D-Bo, Chakuza & Billy) | -                  | -                  | -                  |      |
| 2006 | Womit hab ich das verdient?!                            | 68                 | -                  | -                  |      |
| 2008 | Regen (feat. Bushido)                                   | 67                 | -                  | -                  |      |

### Altre pubblicazioni
- 2004: ersguterjunge (Bushido feat. Baba Saad) → Electro Ghetto (Album)
- 2004: Gangbang (Bushido feat. Bass Sultan Hengzt & Baba Saad) → Electro Ghetto (Album)
- 2004: Wenn wir kommen (Bushido feat. Baba Saad) → Electro Ghetto (Album)
- 2004: Mein Cock → (Freetrack)
- 2005: Der Sandmann (Bushido feat. Baba Saad & Chakuza) → Staatsfeind Nr. 1 (Album)
- 2005: Ab 18 (Bushido feat. Baba Saad) → Staatsfeind Nr. 1 (Album)
- 2005: Hymne der Strasse (Bushido feat. Baba Saad) → Staatsfeind Nr. 1 (Album)
- 2005: Wir regieren Deutschland (Bushido feat. Billy 13 & Baba Saad) → Staatsfeind Nr. 1 (Album)
- 2005: Der Bösewicht (Bushido feat. Baba Saad) → Staatsfeind Nr. 1 (Album)
- 2005: Ich halt' die Stellung → (Freetrack)
- 2006: Gib mir ein Zeichen (feat. JokA) → (Freetrack)
- 2006: Ihr werdet uns nicht los (Eko Fresh feat. Baba Saad) → Hart(z) IV (Album)
- 2006: Auge des Sturms (Azad feat. Baba Saad) → Game Over (Album)
- 2007: Ausnahmezustand → (Freetrack)
- 2007: Asphalt Massaker → (Freetrack)
- 2008: Weisst du wer? (King Zaza feat. Baba Saad) → Multikriminell (Album)
- 2008: Deutschlands Most Wanted → (Freetrack)
- 2008: Organisiertes Verbrechen → (Freetrack)
- 2009: Was ist Rap (Nazar feat. Baba Saad) → Paradox (Album)
- 2009: Mein Job → (Freetrack)
- 2009: Sous Estimès (Baba Saad & Sat) → La Connexion (Album)
- 2010: To22i Mouti (feat. Yara)→ (Freetrack)
- 2010: Ich muss hier raus (Joka feat. Baba Saad) → Jokamusic (Album)
- 2010: Unterschätzt Pt.2 (Dány feat. Baba Saad & Jonny Cash) → Gib mir deine Schuhe 3 (EP)
- 2010: Gang Bang 2010 (feat. Bass Sultan Hengzt) → (Freetrack)
- 2010: Asozialster Flow der Welt (feat. Bass Sultan Hengzt) → (Freetrack)
- 2011: Hart und gerecht (Massiv feat. Baba Saad) → Blut gegen Blut 2 (Album)
- 2011: Untergang Remix → (Freetrack)
- 2012: Frohes neues Jahr → (Freetrack)
- 2012: Spiel ohne Regeln (Emek45 feat. Baba Saad) → Ehrenkodex (Album)
- 2012: Halunkenbande (Emek45 feat. Baba Saad & Maksut ) → Ehrenkodex (Album)
- 2012: Final Countdown → (Freetrack)
- 2013: Baba Bars → (Freetrack)
- 2013: Mein Tag (con EstA) → (Freetrack)
- 2013: Null Tolleranz (Blokkmonsta feat. Baba Saad ) → 1 Mann Armee (Album)